# Луже
Луже (чеш. Luže, нем. Lusche) — город в Чехии. Административно относится к району Хрудим Пардубицкого края.
Находится в Восточной Чехии в 130 км к востоку от Праги, примерно в 18 км к востоку от Хрудима, 11 км к юго-западу от г. Високе-Мито и в 6 км к северо-западу от Скутеч на границе Эльбской низменности и Чешско-Моравской возвышенности на правом берегу реки Новоградка. Близость геологического разлома привела к появлению в этом районе многих редких и интересных природных образований (песчаниковые образования «Туловцовы маштале», заповедник «Поклона»).
Административно разделён на 12 районов.

## История
В начале XII века здесь существовало более древнее поселение. Первое упоминание о Луже как поселении относится к 1250 году, когда он был создан путем слияния более старого поселения Каменича и недавно основанного города Луза. В письменных источниках есть первое прямое упоминание в 1349 году в связи с отнесением церкви к вновь созданной Литомышльской епархии. Уже тогда Луза (Луже) была центром ремёсел, торговли и сельского хозяйства на более обширной территории, о чём свидетельствует документ от 1372 года, в котором говорится о торговом городе.

## Достопримечательности
- Руины готического замка Кошумберк, основанного во второй половине XIII века
- Костёл Девы Марии (национальный памятник культуры Чешской Республики)
- Часовня со статуей св. Яна Непомуцкого
- Церковь Святого Варфоломея
- Синагога (около 1780)
- Еврейское кладбище
- Ратуша

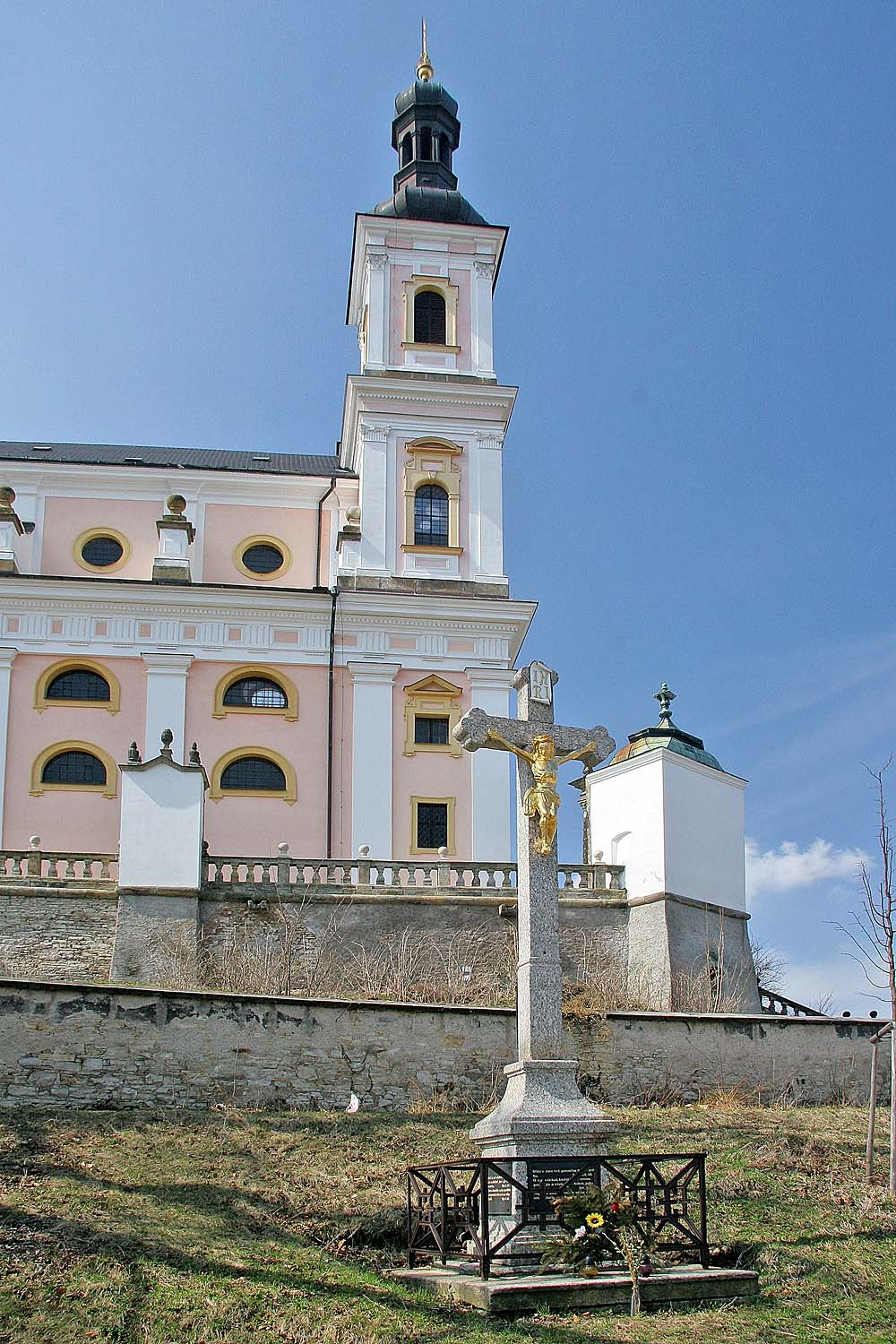
Костёл Девы Марии
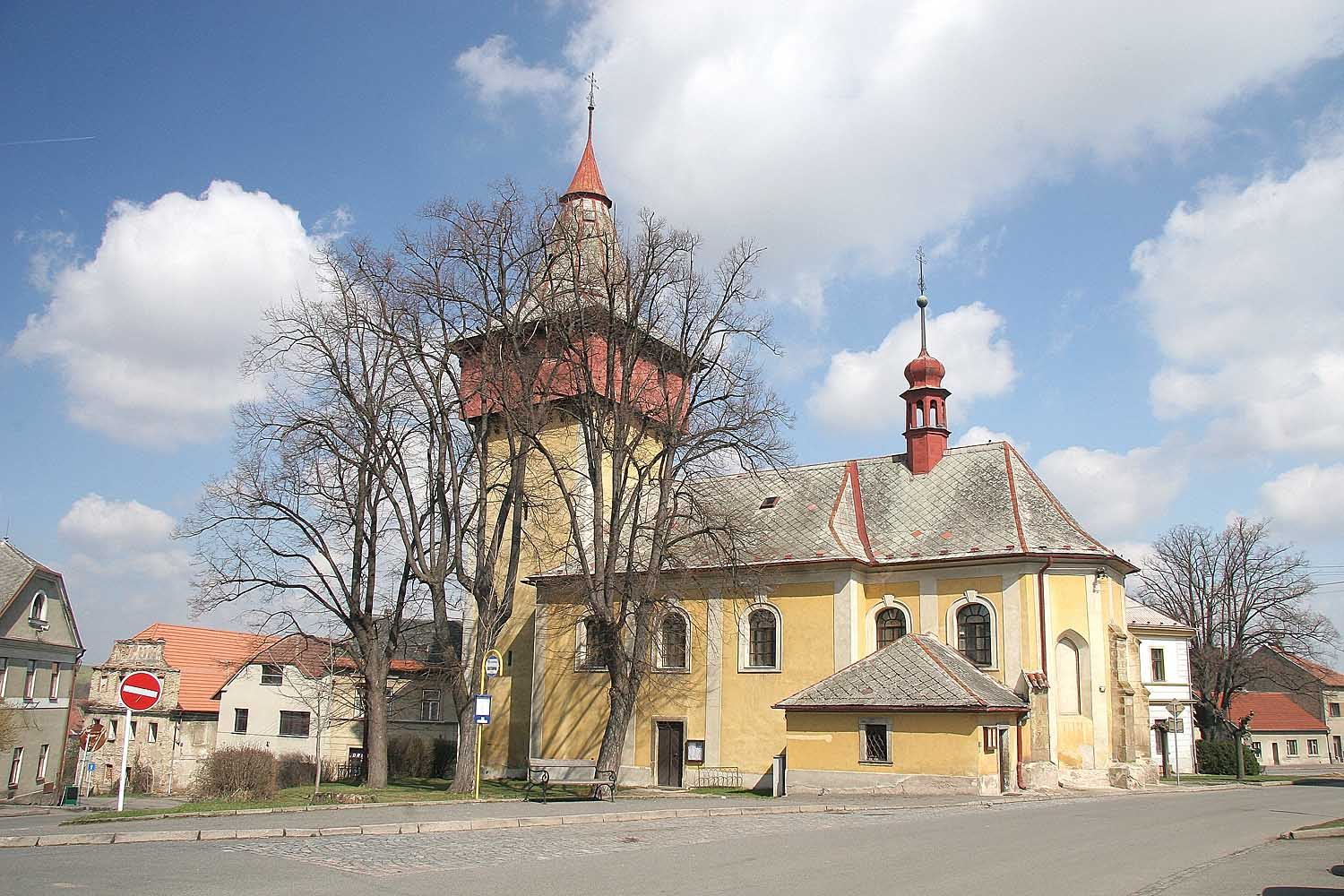
Фарный костёл Св. Варфоломея

## Население
Население на 1.01.2020 г. составляло 2 594 человека. Площадь — 30,7 км² . Высота 209 м над уровнем моря.
| Год  | Численность | Численность |
| ---- | ----------- | ----------- |
| 1869 | 3853        | [ 5 ]       |
| 1880 | 4001        | [ 5 ]       |
| 1890 | 3922        | [ 5 ]       |
| 1900 | 4070        | [ 5 ]       |
| 1910 | 4280        | [ 5 ]       |
| 1921 | 4528        | [ 5 ]       |
| 1930 | 4719        | [ 5 ]       |
| 1950 | 3830        | [ 5 ]       |
| 1961 | 3111        | [ 5 ]       |
| 1970 | 3003        | [ 5 ]       |
| 1980 | 2816        | [ 5 ]       |
| 1991 | 2631        | [ 5 ]       |
| 2001 | 2612        | [ 5 ]       |
| 2014 | 2528        | [ 6 ]       |
| 2016 | 2517        | [ 7 ]       |
| 2017 | 2547        | [ 8 ]       |
| 2018 | 2567        | [ 9 ]       |
| 2019 | 2560        | [ 10 ]      |
| 2020 | 2594        | [ 11 ]      |
| 2021 | 2619        | [ 12 ]      |
| 2022 | 2590        | [ 13 ]      |
| 2023 | 2613        | [ 14 ]      |
| 2024 | 2611        | [ 3 ]       |